# Новопіль (Волноваський район)
Новопі́ль — село в Україні, у Великоновосілківській селищній громаді Волноваського району Донецької області.

## Географія
Відстань до адміністративного центру громади становить близько 19 км і проходить автошляхом місцевого значення.
Землі села межують із територією села Темирівка Пологівського району Запорізької області.

## Історія
Німецька колонія Нейфельд (нім. Neufeld; нині — село Новопіль) заснована у 1888 році поселенцями німецької національності, євангелічно-лютеранського віросповідання. Адміністративно колонія перебувала в складі Маріупольському повіті, Майорської волості (в період Російської імперії), Старе-Керменчицькому (Великояннісольському) районі Донецької області (за радянських часів до Другої світової війни).
Селище було забудоване цегляними будинками, сполученими з цегляними господарськими будівлями (для утримання домашніх тварин), мало комори, кузню, школу, крамницю.
У ранній радянський період, до німецько-радянської війни, мешканці колонії Новопіль входили до складу колгоспу імені Димитрова.
У 1937 році чимало дорослих чоловіків, які жили в колонії Новопіль, були арештовані, звинувачені в участі у контрреволюційній нацистській повстансько-шкідницькій організації і в тому, що вони вели підготовку до збройного повстання в тилу Червоної армії на момент оголошення війни одною з нацистських держав і вели шкідницьку діяльність у колгоспі. У 1938 році були розстріляні, принаймні, наступні жителі колонії Новопіль:
1. Шефер Яків Адамович (нар. 26.01.1885);
2. Коос Яків Корнійович (нар. 27.02.1914);
3. Клю Яків Христіанович (нар. 24.12.1910);
4. Рейхерт Генріх Іванович (нар. 09.05.1904);
5. Калиновський Єфрем Петрович (нар. 1900);
6. Коос Фердинанд Якович (нар. 17.03.1893);
7. Кригер Яків Якович (нар. 03.03.1891);
8. Абенд Петро Петрович (нар. 1914);
9. Ганцвик Іван Карлович (нар. 1910);
10. Кох Отто Іванович (нар. 26.03.1910);
11. Трапп Август Августович (нар. 01.12.1906);
12. Трапп Яків Якович (нар. 18.08.1893);
13. Рейхерт Едуард Іванович (нар. 11.04.1911);
14. Міллер Христіан Теодорович (нар. 21.12.1912);
15. Шнарк Олександр Петрович (нар. 05.04.1906);
16. Шитц Пилип Готлібович (нар. 31.10.1887);
17. Шемяков Дмитро Федорович (нар. 31.08.1892);
18. Шефер Яків Фрідріхович (нар. 31.01.1907);
19. Еберли Яків Єгорович (нар. 07.03.1910);
20. Енгельке Фрідріх Валентинович (нар. 1904)[3].

З початком німецько-радянської війни і наступом німецьких військ німецьке населення було примусово депортовано (вислано) з населених пунктів компактного проживання, у тому числі і з колонії Новопіль.
| Настал 1941 год. В середине сентября к нам из Володарска прибыла команда из 12 человек. Обошли село, предупредили жителей — мужчин с 16 лет и до 70 лет, что они мобилизуются на военное строительство. Списки этого возраста в сельсовете уже были готовы. К 9 часам утра все немцы этого возраста были построены и пешим строем отправлены в Володарск. Больше мы их уже не видели. Остались в селе старики, женщины и дети. Было страшно. Каждую ночь несли патрульную службу в селе. Надо было убирать хлеб, возить на станцию Розовку хлебозаготовку. На токах оставалось много хлеба. Все, кто мог — работали. В конце сентября к нам в село снова прибыла команда НКВД. Опять обошли все дворы, сообщили немецкому населению, чтобы те к утру были готовы к эвакуации на восток. Каждой семье выделяли бричку или арбу. Им разрешили брать с собой всё, что можно погрузить на подводу: продукты, одежду, постель и др. Ночью резали свиней, солили, но это не каждый смог сделать. К утру все подводы были погружены, и они выехали на дорогу. Я помог семье Кистнера погрузиться и провожал их до станции Мариуполь. Там выгрузили всех прямо в вагоны-теплушки. Это было насильственное переселение, депортация, когда сотни тысяч немцев были объявлены «врагами народа» и «пособниками фашистов», «подпольными шпионами и диверсантами» и брошены в уральские леса, сибирскую тайгу, снежные пустыни Северного Казахстана. И только спустя 30 лет, 3 ноября 1972 года, специальным указом Президиум Верховного Совета СССР постановил «снять ограничения в выборе места жительства». За время длительного отсутствия немцев в Донбассе их дома, как и имущество, были или конфискованы государством, или разграблены и разрушены или заселены новыми жильцами. Компенсацию они не получали. Сейчас общая численность немецкого населения Донецкой области составляет 12 тысяч человек. До войны их было в 10 раз больше. По переписи в 1998 году в нашем, Великоновоселовском районе, проживало 145 немцев[4]. |
Незначній кількості німців вдалося уникнути депортації. Найстаріша, на сьогоднішній день, мешканка села Новопіль, приблизно 80-ти років, восени 2011 року розповіла, що її сім'я переїхала в село Новопіль на проживання практично відразу після депортації німців — восени 1941 року в селі жили 11 німців, схоже сховалися в землянках (вона сказала, що ці німці показували їй свої землянки). За словами мешканки ці німці залишили село Новопіль в 1943 році з відступом німецьких військ, під натиском наступу радянської армії. На цю подію практично закінчилася історія колонії Нейфельд як німецького населеного пункту на території України.

## Сучасний стан

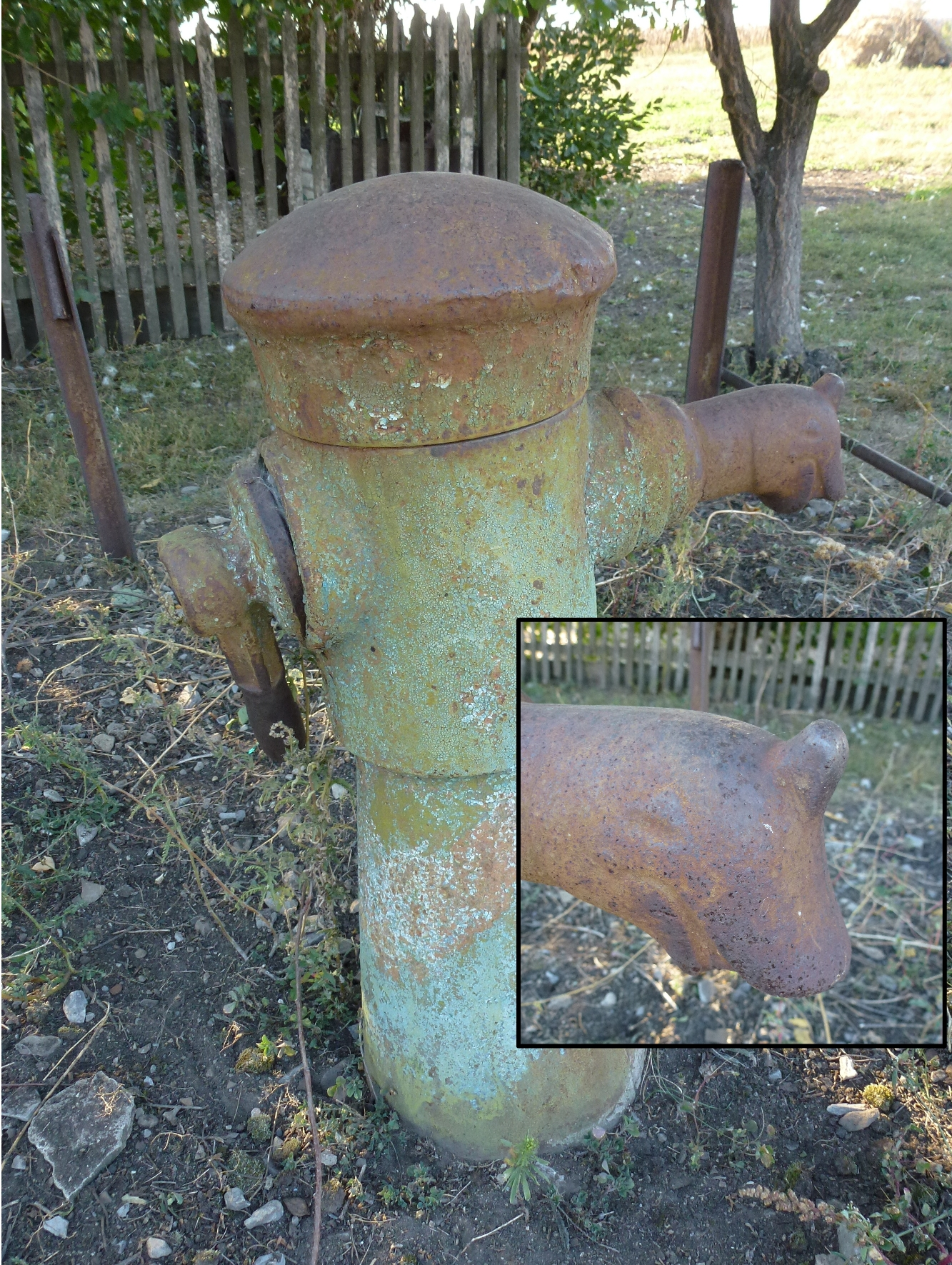
Водорозподільча вулична колонка, встановлена на початку ХХ століття німецькими поселенцями в колонії Новопіль

Сучасні жителі села Новопіль пам'ятають німецьке походження даного населеного пункту, наприклад, кажуть, що німці називали село Нафіль (очевидно, що це спотворене часом і пам'яттю звучання найменування Нойфельд, нім. Neufeld). Нині єдиним речовим нагадуванням про німецьке походження колонії Новопіль є планування вулиць населеного пункту: у вигляді суворого прямокутника з паралельним розташуванням вулиць. Фактично залишився тільки один цегляний будинок, побудований німецькими поселенцями, що не зазнав значних змін (сучасний власник будинку розповів, що в будинку було видно напис прізвища колишнього німецького власника і рік, можливо, рік побудови: Корф або Кох, 1909). Цегляна будівля школи, побудованої німцями, використовувалася за призначенням як мінімум до 1980-х років, але нині повністю розібрано (зі слів сучасних жителів селища). Цегляна будівля, розташована навпроти школи, використовувалась під клуб (зі слів жителів селища), а нині не використовується — відсутні вікна, видно якість споруди, цегли, доступний для огляду один з господарських підвалів будинку. Збереглася вулична чавунна водяна колонка з лійкою у вигляді пащі тварини, що розташовувалася поруч зі школою — не діє. Не збереглися будівлі кузні, комор. Колишній німецький цвинтар колонії Новопіль у радянський час опинився  практично в центрі населеного пункту: нині повністю заросло деревами; кам'яні обрамлення поховань, які розташовані в кілька рядів, зруйновані; металеві хрести з могил здані в металобрухт у 1990-х роках (зі слів сучасних жителів селища).

## Сучасність
Нині в селі багато нежитлових будинків і невикористаних господарських будівель різного ступеня руйнування, пустки в місцях, у яких раніше були житлові будинки і господарські споруди. Немає школи (дітей, до десяти осіб, возять у школу в інший населений пункт на шкільному автобусі). Асфальтові дороги в межах населеного пункту у незадовільному стані, відсутні тротуари.
17 липня 2020 року, в результаті адміністративно-територіальної реформи та ліквідації Великоновосілківського району, село увійшло до складу Волноваського району.

## Населення
Чисельність жителів не перевищувала декількох сотень осіб, яка у різні часи становила:
| Рік  | Кількість, осіб |
| ---- | --------------- |
| 1897 | 192             |
| 1905 | 150             |
| 1910 | 145             |
| 1914 | 172             |
| 1918 | 122             |
| 1924 | 354             |
| 1990 | 350             |
| 2001 | 253             |

За даними перепису 2001 року населення села становило 253 особи, з них 92,49 % зазначили рідною мову українську, 7,11 % — російську та 0,4 % — білоруську мову.